# Serhij Derewjantschenko
Serhij Wjatscheslawowitsch Derewjantschenko (* 31. Oktober 1985 in Feodossija) ist ein ukrainischer Profiboxer.

## Amateurkarriere
Der rund 1,75 m große mehrfache ukrainische Meister trainierte in Mykolajiw. Er gewann im Halbweltergewicht die Kadetten-Europameisterschaften 2001 in Liverpool und im Weltergewicht, die Kadetten-Europameisterschaften 2002 in Lemberg. Bei den Junioren-Europameisterschaften 2003 in Warschau, gewann er eine Bronzemedaille im Weltergewicht. Er war erst im Halbfinale gegen Saurbek Bajsangurow ausgeschieden.
Im November 2007 gewann er eine weitere Bronzemedaille im Mittelgewicht, bei den Weltmeisterschaften in Chicago. Nach Siegen gegen Victor Cotiujanschi aus Moldawien (28:12), Oliver Obradovic aus Österreich (Abbruch), Alexander Rubjuk aus Estland (23:12) und Argenis Núñez aus der Dominikanischen Republik (Abbruch), verlor er im Halbfinale gegen Matwei Korobow aus Russland (Abbruch).
2008 startete er noch bei den Olympischen Sommerspielen in Peking, wo er im Achtelfinale gegen Emilio Correa ausschied.
Von 2010 bis 2014 nahm er an der World Series of Boxing (WSB) teil, wo er 23 von 24 Kämpfen gewann. Er wurde 2012 WSB-Team Champion sowie 2011 und 2012 Individual-Champion.
Weitere Teilnahmen bei int. Großereignissen
- Oktober 2001: Kadetten-Weltmeisterschaften in Baku, Niederlage im Viertelfinale gegen Tural Nagijew
- Juni 2004: Junioren-Weltmeisterschaften in Jeju, Niederlage im Achtelfinale gegen Emilio Correa
- November 2005: Weltmeisterschaften in Mianyang, Niederlage in der Vorrunde gegen Erislandy Lara
- September 2009: Weltmeisterschaften in Mailand, Niederlage im Viertelfinale gegen Vijender Kumar
- Juni 2010: Europameisterschaften in Moskau, Niederlage im Viertelfinale gegen Darren O’Neill

## Profikarriere
Im Juli 2014 bestritt er sein Profidebüt in den USA und gewann gegen Cromwell Gordon vorzeitig in der zweiten Runde. Im Juli 2016 besiegte er Sam Soliman und im August 2017 Tureano Johnson. 
Am 27. Oktober 2018 verlor er beim Kampf um die IBF-Weltmeisterschaft knapp gegen Daniel Jacobs. Im April 2019 besiegte er Jack Culcay-Keth und sicherte sich damit den ersten Platz in der IBF-Weltrangliste der Herausforderer.
Im Oktober 2019 verlor er beim Kampf um den IBF-Weltmeistertitel gegen Gennadi Golowkin und im September 2020 beim Kampf um den WBC-Weltmeistertitel gegen Jermall Charlo.

## Liste der Profikämpfe
| 13 Siege (10 K.-o.-Siege), 4 Niederlagen, 0 Unentschieden |               |                                               |                                                                  |                                                     |
| Jahr                                                      | Tag           | Ort                                           | Gegner                                                           | Ergebnis für Derevyanchenko                         |
| 2014                                                      | 23. Juli      | BB King Blues Club & Grill, New York, USA     | Cromwell Gordon                                                  | Sieg / Aufgabe 2. Runde                             |
| 2014                                                      | 1. Oktober    | Barker Hangar, Santa Monica, USA              | Laatekwei Hammond                                                | Punktsieg (einstimmig) / 4 Runden                   |
| 2014                                                      | 12. Dezember  | UIC Pavilion, Chicago, USA                    | Raul Munoz                                                       | Sieg / KO 1. Runde                                  |
| 2015                                                      | 20. Februar   | Hilton Westchester, Rye Brook, USA            | Vladine Biosse                                                   | Sieg / TKO 2. Runde                                 |
| 2015                                                      | 10. April     | Aviator Sports Complex, Brooklyn, USA         | Alan Campa                                                       | Sieg / TKO 4. Runde                                 |
| 2015                                                      | 7. August     | Bally's Atlantic City, Atlantic City, USA     | Elvin Ayala                                                      | Punktsieg (einstimmig) / 8 Runden                   |
| 2015                                                      | 14. November  | Hard Rock Hotel and Casino, Las Vegas, USA    | Jessie Nicklow                                                   | Sieg / TKO 3. Runde                                 |
| 2016                                                      | 15. März      | Robinson Rancheria Resort & Casino, Nice, USA | Mike Guy                                                         | Sieg / TKO 8. Runde                                 |
| 2016                                                      | 21. Juli      | Foxwoods Resort, Mashantucket, USA            | Sam Soliman                                                      | Sieg / TKO 2. Runde                                 |
| 2017                                                      | 14. März      | Fitzgerald's Casino & Hotel, Tunica, USA      | Kemahl Russell                                                   | Sieg / TKO 5. Runde                                 |
| 2017                                                      | 25. August    | Buffalo Run Casino, Miami, USA                | Tureano Johnson                                                  | Sieg / TKO 12. Runde                                |
| 2018                                                      | 3. März       | Barclays Center, Brooklyn, USA                | Dashon Johnson                                                   | Sieg / Aufgabe 6. Runde                             |
| 2018                                                      | 27. Oktober   | Madison Square Garden, New York, USA          | Daniel Jacobs vakante IBF-Mittelgewicht-Weltmeisterschaft        | Punktniederlage (geteilte Entscheidung) / 12 Runden |
| 2019                                                      | 13. April     | Minneapolis Armory, Minneapolis, USA          | Jack Culcay                                                      | Punktsieg (einstimmig) / 12 Runden                  |
| 2019                                                      | 5. Oktober    | Madison Square Garden, New York, USA          | Gennadi Golowkin vakante IBF/IBO-Mittelgewicht-Weltmeisterschaft | Punktniederlage (einstimmig) / 12 Runden            |
| 2020                                                      | 26. September | Mohegan Sun Arena, Uncasville, USA            | Jermall Charlo WBC-Mittelgewicht-Weltmeisterschaft               | Punktniederlage (einstimmig) / 12 Runden            |
| 2021                                                      | 5. Dezember   | Staples Center, Los Angeles, USA              | Carlos Adames                                                    | Punktniederlage (Mehrheitsentscheidung) / 10 Runden |
| Quelle: Serhij Derewjantschenko in der BoxRec-Datenbank   |               |                                               |                                                                  |                                                     |